# 脱北者
脱北者（だっぽくしゃ、朝: 탈북자）、あるいは脱北民（だっぽくみん、だつほくみん、朝: 탈북민）は、朝鮮民主主義人民共和国から国外脱出した北朝鮮国籍者のこと。北朝鮮本国では処罰・処刑対象であり、中国では不法滞在として扱われている。大韓民国（韓国）における法律上の用語は北韓離脱住民（ほっかんりだつじゅうみん、朝: 북한이탈주민）である。対義語は越北民。
脱北者は主に韓国、他には日本やアメリカ合衆国、ヨーロッパなどに居住している。2018年時点で韓国へ亡命して定着した約3万1500人は外国籍を除いて韓国国民となっている。

## 概要
1993年以前の大韓民国（韓国）では、北朝鮮から国外へ脱した人々に対する決まった呼称は特になく、北朝鮮から韓国へ亡命してきた人を帰順者（きじゅんしゃ、귀순자）または帰順勇士（きじゅんゆうし、귀순용사）と呼ぶだけであった。これは、北朝鮮からの国外脱出者が当時はほとんどおらず、脱出が判明した者のほとんどが韓国への亡命（帰順）を希望していたからである。
1994年頃から北朝鮮国外への脱出者が急増すると、少なくない脱出者が中華人民共和国等の韓国国外に留まり続けるなど、脱出者の行動が亡命以外にも多様化し始めた。そのため韓国では、北朝鮮国外へ脱出した北朝鮮住民全体を指す呼称が必要とされ、まずは1994年に「脱北者」、次いで1997年に「北韓離脱住民」という用語が公の場で使われ始めた。また、北朝鮮からの住民脱出の増加は日本でも注目されるところとなり、日本のマスコミも韓国にならって「脱北者」を使い始めた。特に瀋陽総領事館北朝鮮人亡命者駆け込み事件などに見られる第三国への亡命を求める行動は衝撃を与え、「脱北者」という用語の浸透に影響を与えた。
1990年代には脱北した朝鮮労働党幹部達が数万人の群衆の見守る中で公開処刑され、死刑囚たちの頭にそれぞれ弾丸90発が撃ち込まれた。金正日総書記は「南朝鮮（＝韓国）のやつらは頭が悪いから頭を撃つ」と述べた。金日成の時代は死刑囚1人当たり9発であった弾丸が金正日以降90発に増えた理由について、脱北者は「『9号農場』で金一族の食材を供給するように、北で『9』は大きくて重要だという意味がある」と説明している。
北朝鮮と中国の国境付近においては、北朝鮮の保安員が脱北者の鼻と手を針金で刺し通した姿で送還する様子が度々目撃されており、中国国民にも評判が悪くそのため2000年代に中国政府はそのような送還を中止させるに至った。朝鮮日報は「奴隷社会ぐらいでしかなさそうな人権侵害だ」「人権弾圧で悪名高い中国人の目にも、人を獣のように扱う北朝鮮の蛮行は見るに堪えなかったようだ」と指摘している。さらにアフリカで、脱北しようとした公館員が北朝鮮当局側に確保され、移送中の逃走阻止を理由に両脚を折られ、脚にギプスをはめたまま連行された。このように、北朝鮮の収容所から脱出した人々は幼児殺害・強制流産・拷問を告発している。アメリカ合衆国国務省の報告書は脱北者向け施設の収容者たちのことを「歩くがい骨」の様だと表現している。国際司法裁判所 (ICJ) の裁判官を務めたアウシュヴィッツの生還者は「幼いころ、ナチスの収容所で経験したことよりも北朝鮮の収容所の方がひどい」と批判している。
2005年1月9日に盧武鉉大統領時代の韓国政府は脱北者の呼び名を「セト民」（새터민）に改めると発表した。セトとは朝鮮語で「新しい基盤で人生を始める人（새로운 터전에서 삶을 시작하는 사람）」の短縮である。しかし、反発を受け、12日にはこの改称は撤回された。2008年11月21日、韓国統一部はセト民の名称を今後は使用しないと発表した。ただし、民間では一部で「セト民」の名称を使っており、セト民を冠する脱北者の団体も存在する。
なお、北朝鮮側では韓国への亡命者を「越南逃走者」と見做しており、祖国を裏切り自分ひとり生き延びようとした「この世でもっとも汚くて憎むべきくずの中のくず」と最大級の反逆者として抹殺対象にしている。そのため、北朝鮮の主張に従う韓国左派から、韓国国内ですら攻撃や差別を受けている。韓国左派・共に民主党が教育統監（教育委員会委員長相当）、市長を務めてきたソウルでは北朝鮮の核兵器開発・在韓米軍撤退を正当化したり、3代世襲を美化したりした内容と共に「脱北者たちは生活のために南側に来たのであり、北側の体制に不満を抱いてやって来たケースは非常に珍しい」「南側に行けば定着支援金もくれるし、家もくれると言うので、惑わされて南に来ることになったもの」「脱北者たちは結局、資本主義の奴隷になるだろう」など脱北者を北朝鮮と同じ主張で蔑視攻撃する内容の書籍等を購入補助金が出る学生への推薦支援図書にしている。
韓国右派の政党「国民の力」に所属する、大学歴史学科教授だった丁慶姫議員は「左派寄りの歴史観と北朝鮮のニセの平和を児童・生徒に植え付ける本と教具を、国民の税金で購入して教育に使うのは深刻な問題だ」と指摘している。

### 脱北者による証言
著名脱北者には申東赫・姜哲煥・安赫・金恵淑などがおり、強制収容所を始めとした北朝鮮の壮絶な実情の証言が確認されている。
咸鏡南道の貿易関連事務所で働いていたA（41）は息子と共に2000年秋に最初の脱北を行い、中国吉林省長春への脱北に成功し、生きていくためにどんな仕事もした。2003年12月に勤務先の食堂に息子を預け脱北者がモンゴル越境のために利用する内モンゴル自治区満州里に向かったが中国公安に捕まり2004年1月に北朝鮮に送還された。咸鏡北道の保衛部員たちは凍傷で腫れあがったAの足を錆付いた鉄串で刺し、足枷をはめた状態で靴で容赦なく踏みつけた。足からは血の膿が流れ保衛部員たちは「脹脛まで腐り落ちたら韓国に行けないだろう」と拷問を続けたが、ひどい拷問もAの脱北意思は崩せず釈放後の2004年9月に北朝鮮に残っていた家族が止めるのを振り切り再度脱北。切断した2本の足に合わない安物の義足を付けたまま松葉杖を突き、飢えて倒れ、歩くこともできず這って中国に行き、再会した息子と友人はAの足を掴んで泣いたといい、拷問により顔がひどく歪み、骨と皮だけになっており、息子さえも初めは母親だと気付かなかったという。2005年2月にAは中国で腐った両足を切断する手術を受け、6月に脱北のためのモンゴル行汽車に乗るため内モンゴル自治区から出発したが、取り締まり強化で中国内の脱北支援団体が大量に摘発され、A親子の脱北の支援を予定していた支援団体も中国公安に逮捕されたことで脱出計画は中止。8月中旬にA親子は再度北京を出発し、雲南省昆明に到着し別の脱北者たちと合流し、9月6日に一行は密林や山岳地域を通過し、ミャンマー国境まで車両で移動したが突然の暴雨で道路が流れ出し、国境を越えられず国境地帯の隠れ家に戻った。9月8日に陸路を捨てメコン川支流を舟で渡り、ミャンマーを経てラオスに移動し、舟でメコン川を渡り、翌日9日にタイ入国に成功し、一行はタイ警察に身柄を保護されタイ移民局への移送後に国際連合難民高等弁務官事務所（UNHCR）の審査を受け、難民と認定されたことで望む国に行くことができるようになり、10月17日に韓国入国を果たした。

## 脱北理由
かつて北朝鮮を脱出して韓国に亡命してくる者は、大抵が政治的な理由で故郷を追われた人々であった。特に1945年の連合軍による分割占領から1953年の朝鮮戦争休戦協定締結までの混乱期にはおびただしい数の移動があり、1000万人とも言われる離散家族が生まれることとなった。その後、冷戦下で北朝鮮の政治体制は安定化し、亡命者は激減した。
なお、韓国は1980年代まで厳しい反共産主義の軍部独裁政権が国を統治していたため、北から逃れてきた人はまず偽装亡命してきたスパイでないか徹底的に取り調べられ（現実に多数のスパイが対南工作のため韓国に潜入していた）、拷問もされたという。
1990年代から、脱北者に対する措置が寛大化すると、次第に脱北者の韓国亡命が増えていく。1993年に北朝鮮で大水害が発生し、以降水害と旱魃が毎年のように発生、深刻な食糧難が報じられるようになると、大飢饉が報じられた1995年から徐々に亡命者が増え始め、2002年には遂に年間1,000人を超えた。2004年には韓国に亡命した脱北者が朝鮮戦争後からの累計で6,000人を超え、2007年2月16日には遂に1万人を超えたと韓国統一部当局者が明らかにした。ただし、2011年に北朝鮮最高指導者の金正日が死去し、金正恩が最高指導者の座についてからは亡命者の数が減少傾向にある。更に2020年1月に新型コロナ感染症流行に対する対策の一環で中国側の国境を閉鎖したことにより、2020年の韓国への脱北者が前年の4分の1以下と激減した（韓国への脱北は、最初に中国に入り数年過ごした後、第三国を経由して最終的に韓国に向かうのが一般的である）。そして、新型コロナ感染者が中国から北朝鮮へ侵入されないよう侵入者への射殺命令も下されている。
また脱北後、いったん韓国で生活してから、韓国人として日本に入国し、日本で生活する者もいるという。ほとんどが女性でその数1000人以上だといわれている。日本に直接渡った脱北者は、2013年2月時点で、約200人と考えられている。
なお、脱北者の潜在的な数は数十万人になると推測されているが、正確な数は不明である。
2016年、韓国統一部は、韓国に入国した脱北者の累計が3万人を突破したと発表した。また、経済的な理由から脱北を決意した脱北者の割合は年々低下しているとされる。核兵器を開発する北朝鮮での生活水準が中級もしくは上級であったと答える脱北者の割合も、2005年まででは13.7%だったのが、2014年から2016年にかけては66.8%に伸びた。また、近年では海外でYouTubeを見て脱北を決断する者も出てきている。

## 亡命ルート
兵士の一部には38度線（軍事境界線）を直接越境するものもいるが、衛兵や高圧電線、地雷原に阻まれ、途中で命を落とす事が多いため、決して主流ではない。漁船での集団亡命も朝鮮戦争直後は数多く行われていたが、長く姿を消していた。
主なルートは、中華人民共和国への脱出が多いとされる。中国と北朝鮮の国境には、国境警備兵と呼ばれる兵士がかなりの数で見張っているが、大半の兵士は自身も生活が苦しいので賄賂などを渡したり、あるいは彼らの目を盗んで脱出する者が多いとされる。大抵は川幅が狭く、冬季に凍結する豆満江（図們江）を渡り、延辺朝鮮族自治州の朝鮮族に匿われる。
しかし中国当局は北朝鮮との外交関係を重視して、脱北者を難民とは認めておらず、発見次第不法入国者として北朝鮮に送還する協定を両国で結んでおり、これにより脱北者は中国内では潜伏生活を送る。摘発され、北朝鮮に送り返されると、初犯の場合は労働や思想改造などの処置を受け、再犯では死刑となる場合もあると語られている。
うまく中国への潜入に成功した者の中の一部は、韓国などから支援があったり、各国大使館や外国人学校などに逃げ込み、助けを求める（外国メディアはこれを「劇場型亡命」と名づけた）。その後、多くが同胞の韓国に亡命する。
モンゴル経由の亡命もあったが、近年は国境付近での中国側の摘発が厳しくなっており、中国には長く潜伏せずに通過し、東南アジア経由（ベトナム、タイ、ラオス、ミャンマー等）やカザフスタン経由で第三国に亡命する人が増えている。
他にも船を使い、黄海または日本海を通って韓国や日本に向かうルートがある。ただし、韓国へ行く場合は海軍の厳しい警備を潜り抜けなければならず、日本へ行く場合は波の荒い日本海を越えなければならない（特に冬季と、日本海を台風や発達した低気圧が通過している時）。また、脱北の意思がない者でも、船が故障するなどして韓国や日本に漂着するケースがある。中国船で出港し、黄海で協力者の韓国船に乗り換えて韓国に亡命するケースも複数見られる。さらには、韓国軍の警備をすり抜けて韓国の仁川広域市まで泳ぎ、民家に駆け込むケースもある。
2022年にロシアのウクライナ侵攻が始まると、北朝鮮が同盟関係を結ぶロシア側に武器や弾薬で支援するとともに、自国軍の兵士を送り込んで参戦させているが、これを利用してウクライナ側に投降することで「脱北」を図るルートも見受けられる。
なお、脱北者を支援する団体が韓国、日本をはじめ西欧にもいくつか存在し、代表的なものは北朝鮮難民救援基金である。彼らは脱北者と接触し、大使館や外国人学校への駆け込みを準備する一方、その様子をビデオカメラで撮影し、韓国や海外メディアに提供することが多い。この動きに警戒感を示しているのは中国の公安当局で、中国内で活動する支援団体を次々と摘発している。
2006年5月には韓国籍を取得した脱北者がアメリカで初めて「政治亡命」を認められた。韓国政府に政治的弾圧を受けたと主張する脱北者は他にもおり、今後の動向が注目されている。

## 韓国における脱北者と保革政権による対応差

### 韓国に到達した脱北者の推移
- 朝鮮戦争休戦協定締結から1989年まで - 607人
- 1990年 - 9人
- 1991年 - 9人
- 1992年 - 8人
- 1993年 - 8人
- 1994年 - 52人
- 1995年 - 41人
- 1996年 - 56人
- 1997年 - 86人
- 1998年 - 71人
- 1999年 - 148人
- 2000年 - 312人
- 2001年 - 583人
- 2002年 - 1,142人
- 2003年 - 1,285人
- 2004年 - 1,898人
- 2005年 - 1,384人
- 2006年 - 2,028人
- 2007年 - 2,554人
- 2008年 - 2,803人
- 2009年 - 2,914人
- 2010年 - 2,402人
- 2011年 - 2,706人
- 2012年 - 1,502人
- 2013年 - 1,514人
- 2014年 - 1,397人
- 2015年 - 1,275人
- 2016年 - 1,418人
- 2017年 - 1,127人
- 2018年 - 1,137人
- 2019年 - 1,047人
- 2020年 - 229人
- 2021年 - 63人

数値出典：
1. 1989年以前：韓国戦争後の脱北入国者、６０００人超える（中央日報2004年12月19日付記事）
2. 1990年 - 2001年：脱北者発生の背景と今後の展望（著：李琴順）（地域研究コンソーシアム発行「地域研究論集Vol. 7　No.2」掲載；2006年2月15日発行）
3. 2002年 - 2021年：북한이탈주민 입국 현황 (e-나라지표)（統計庁の運営サイトより引用）

※資料によっては年毎に微妙な数値の誤差がある。

### 韓国到達後の脱北者

#### 脱北者の社会適応
多くの脱北者の受け入れ先である韓国では、1997年7月14日に制定された「北韓離脱住民の保護及び定着支援に関する法律」があり、脱北者の生活支援を行っている。脱北者はまずハナ院（하나원、北韓離脱住民定着支援事務所）と呼ばれる教育施設に収容され、資本主義社会の習慣を教授する。その後、数週間から数か月程度で一般市民と同じ生活に移行する。
彼らの多くは北朝鮮出身者のコミュニティを形成し、新しい亡命者の手助けをしている者もいる。その中で、韓国社会で目覚しい活躍をする者もいる一方、目標を自ら設定する資本主義社会に馴染めず、暴走族などの非行に走る者もいる。また北朝鮮で要職、高位にいた脱北者は常に暗殺の危険に晒され、改名や整形手術を余儀なくされる者もいる。
加えて、韓国で住民登録を行うときは、漢字名も決める必要がある。北朝鮮は、建国後、日常生活から漢字の完全な廃止や族譜作成の禁止を行った。そのため、多くの脱北者は、自分の名前を漢字で正確に表すことや、自分の祖先が誰であるかを知ることができない。北朝鮮では「チョン（鄭または丁）」や「シン（辛または申）」などのように、漢字が廃止された結果同音異字の姓がいくつか現れた。
韓国政府は2005年より脱北者に入国審査を厳しくする旨を発表した。これは脱北者の中に北朝鮮で政治的ではない重罪を犯した人間が含まれているからとしているが、年々増える傾向の脱北者支援は既に韓国の財政を圧迫し始めているため、とも言われる。社会適応に対する社会的支援は韓国の課題になっている。

#### 韓国での生活
脱北者は支援金を政府から受け取るが、5人に1人が支援金を狙う詐欺の被害に遭っている（韓国全体での詐欺に遭う確率は、0.5%）。定職に就ける者の割合も5人に1人に過ぎない。また、脱北者の子供を巡る環境も厳しい。進学については、子供の多数が退学しており、高校への進学率は10%と非常に低い割合になっている。学校ではいじめにも遭っているという。
こうした状況の中で、北朝鮮に戻りたいという脱北者も現れるようになった。
「昨年11月、あるテレビ局が行った世論調査で、脱北者の33%が「北朝鮮が処罰しないなら帰りたい」と答えた。」 より引用。「昨年11月」は、「2006年11月」を指す。

### 北朝鮮政府による偽装脱北者
2004年、脱北者として韓国国籍を取得後、2年間スパイ活動を行ってきた工作員が心境の変化を理由に関係機関に自首。北朝鮮政府が、脱北者へ偽装させたスパイ活動が行っている一端が明らかになった。

### 文在寅政府による強制送還事件と国際的批判
2019年11月6日 、 韓国は北朝鮮の漁船内で同僚16人を殺害して脱北、帰順を求めた2名を板門店経由で北朝鮮へ強制送還した。休戦以降、韓国が帰順を認めずに北朝鮮へ強制送還した初の事例となった。これは国際的に国際法違反で文在寅政府による人権侵害と批判を呼び、2022年に韓国右派政権となった際には責任者の追求が開始された。脱北漁民の強制送還事件について、イギリスの上・下両院議員7人と人権問題専門家で構成される「北朝鮮問題に関する超党派議員の会」は「2019年11月7日の脱北者2人の送還に関連し、最近統一部が公開した写真を見て、深い悲しみと懸念を表明する」「板門店の軍事境界線に到着した漁民2人の顔にはショックと恐怖が如実に表れていた。」「2人は北朝鮮で公開処刑されたり投獄されたりすることをよく知っており、自らの意思に反して強制的に北朝鮮に引き渡された」と文在寅政府による国際法違反と指摘した。

## 中国東北部の脱北者
深刻な食糧危機をはじめとする経済・社会の混乱が続く北朝鮮から、中国へと逃れてくる脱北者たちがおり、国境警備の目を盗み、命がけの思いで国境の川を渡ってきた脱北者らは、人身売買の対象になっている。例えば2009年の中国への脱北者は2万5千人〜3万人であったが、そのうち4割は中国にとどまり、残りの6割はベトナムやモンゴルなどの第三国に渡り、大半は売春婦か中国人の妻になっていた。売春婦になる場合、「満足に食べられるならただ働きでいい」という希望者は、少なくない。
。脱北女性を購入する男性は、大半が朝鮮族の男性であった
アメリカ合衆国国務省の2009年『人身売買に関する年次報告書』によると、脱北者は中国と国境を接する咸鏡北道からが多く、8割が人身売買の犠牲になっており、強制的に売春させられたり、中国人の妻になる女性が多く、妻を不要だと感じた夫が、別の男性に「転売」する事例も発生しており、脱北に失敗した者は強制収容所に送られ、強制労働や拷問、レイプなどの虐待を受ける。アメリカ合衆国国務省の2009年『人身売買に関する年次報告書』は、人身売買根絶への取り組みで評価した4分類のうち、北朝鮮を最低ランクの17カ国に指定している。脱北を商売にする仲介業者は少なくとも150社ほど存在しており、ほとんどが中国朝鮮族である。
脱北者の人身売買には「人販子（レンファンツー）」と呼ばれる仲介業者が暗躍し、また、一部の中朝国境警備部隊員が結託しており、ホステスや売春婦、中国人の妻になる場合、中国の仲介業者は依頼主から脱北者1人あたり6千から7千元（約7万8千から9万1千円）を受け取り、このうち4千元（約5万2千円）を中国の警備部隊関係者に支払い、その中から1千元（約1万3千円）が、協力した北朝鮮の隊員に渡る。たばこの箱に詰めて手渡すことが多い。
苦難の行軍が発生した1990年代から違法に国境を越えて中国に逃れる者が急増したと伝えられる。脱北者は中国朝鮮族が多く住む延辺朝鮮族自治州に隠れ住んだ。同族の境遇を哀れんだ中国朝鮮族がこれを援助したが、その後も脱北者は増え続け、犯罪も頻発して治安に影響を与えるようになった。当初は放置していた中国政府も脱北者の厳しい摘発に乗り出した。中国政府は脱北者を難民（保護を義務づけられる）とは認定せず、不法入国者としている。本来は国連の難民条約33条には、「難民を迫害の待つ国に送還してはならない」という規定があるが、中国は「中朝間に難民問題は存在しない」、「経済難から国境を越えたごく少数の朝鮮の不法越境者がいる」という立場である。これは長年の友好国である北朝鮮との関係も考慮した措置である。中国警察に摘発された脱北者は北朝鮮へ強制送還されている。北朝鮮では許可のない出国は厳しく禁じられており、強制送還された人々は死刑を含む厳しい処罰を課せられる。拷問など非人道的行為が数多く伝えられており、脱北者を強制送還する中国政府に対して国際社会から厳しい非難が寄せられているが、中国政府は脱北者に対する姿勢を改めていない。難民と認定して脱北者が急増すると中国東北部に混乱が生じかねないことと、北朝鮮の体制を揺るがしかねないためである。
脱北者の多くは中国東北部で低賃金労働に従事しているが、摘発を逃れるために住居を転々とすることを余儀なくされ、その生活は安定していない。嫁不足の中国人農家と結婚する女性や売春婦に身を落とす女性も数多い。脱北女性の主な顧客は朝鮮族や韓国人男性だ。路上で物乞いをする孤児（コッチェビ）もいる。その一方で北朝鮮との密貿易で財をなす者もいる。
脱北女性は人身売買の対象となっており、20歳〜24歳の女性は7千元、25歳〜30歳の女性は5千元、30歳以上は3千元で中国などに売られている。

## ヨーロッパの脱北者
ヨーロッパに居住する脱北者には、東南アジア経由でヨーロッパに渡った人々や、一度は韓国に逃れたものの韓国社会に溶け込めずヨーロッパに渡った人々がいる。イギリスのニューモルデンには2000年代から脱北者が多く移住するようになり、2019年現在500人前後が暮らしており「リトル・ピョンヤン」とも呼ばれている。

## 日本での報道
日本で脱北者が大きく取り上げられた初期の事件に、ズ・ダン号事件がある。
瀋陽の日本領事館に朝鮮人親子5人が駆け込んだ事件で脱北者の存在が注目を集めた。5人を逮捕しようとした中国の公安警察が、治外法権が認められている領事館の敷地に侵入したにもかかわらず、日本領事側はそれに抗議することも無く、5人を武装警察に引き渡したため、国内外から批判が集中した。なお、彼らは後にフィリピン経由で韓国入りした。
2007年、青森県の日本海沖で4名の脱北者が漁船を使い日本海を渡り亡命し、後に韓国に渡った。このように直接に日本に入国しようとするケースは稀である。
2011年、元最高人民会議議長白南雲の孫を名乗る男性をリーダーとする脱北者グループ9人が、石川県沖で海上保安庁により保護された。韓国を目指していたが能登半島沖まで流されたものである。

## 著名脱北者一覧
- 申東赫（元・強制収容所収容者）
- 姜哲煥（元・強制収容所収容者、現朝鮮日報記者）
- 安赫（元・強制収容所収容者）
- 金恵淑（元・強制収容所収容者）
- 黄長燁（元・金日成総合大学総長、朝鮮労働党中央委員会委員）
- 安明進（元・工作員）
- 安明哲（元・強制収容所警備兵）
- 金高哲（瀋陽総領事館北朝鮮人亡命者駆け込み事件で知られた）
- 李韓永（金正日の元妻方の甥）
- イム・ヨンソン（インターネット上の放送局、統一放送代表）
- 太永浩（元・駐英大使館公使）
- 張承吉（元・駐エジプト大使）
- 張真晟（脱北詩人）
- チュ・ソンハ（東亜日報記者、ジャーナリスト）
- 安燦一（世界北韓研究センター所長）
- 康明道
- 池成浩（人権活動家）
- 趙明哲
- 張仁淑（建築家）
- リュ・ヒョヌ（元・駐クウェート代理大使）
- イ・ヒョンソ（人権活動家。2013年にTEDにおいて自身の脱北体験を話した。）